# Phallichthys
Phallichthys ist eine Gattung der Lebendgebärenden Zahnkarpfen (Poeciliinae), die in Mittelamerika vorkommt.

## Merkmale
Phallichthys-Arten erreichen Längen zwischen 2,5 cm und 5 cm (Männchen), bzw. zwischen 4 cm und 9 cm (Weibchen). Es sind kleine, unscheinbare Fische von gelblicher bis bräunlich-oliver Färbung. Weibchen werden größer und sind blasser gefärbt. Die Flossen sind in den meisten Fällen transparent. Makroskopische Merkmale, mit der die Gattung diagnostiziert werden kann, sind nicht vorhanden.

## Lebensweise
Phallichthys-Arten leben sowohl in stehenden als auch in verkrauteten ruhig fließenden Gewässern. Sie ernähren sich von wirbellosen Tieren und pflanzlicher Kost.

## Arten
Die Gattung Phallichthys umfasst folgende vier Arten:
- Phallichthys amates (Miller, 1907)

Synonyme: P. isthmensis (Regan, 1913); P. pittieri (Meek, 1912)
- Phallichthys fairweatheri Rosen & Bailey, 1959
- Phallichthys quadripunctatus Bussing, 1979
- Phallichthys tico Bussing, 1963